# Libération d'Athènes
La libération d'Athènes correspond à l'évacuation des forces d'occupation allemandes de la capitale grecque le 12 octobre 1944.

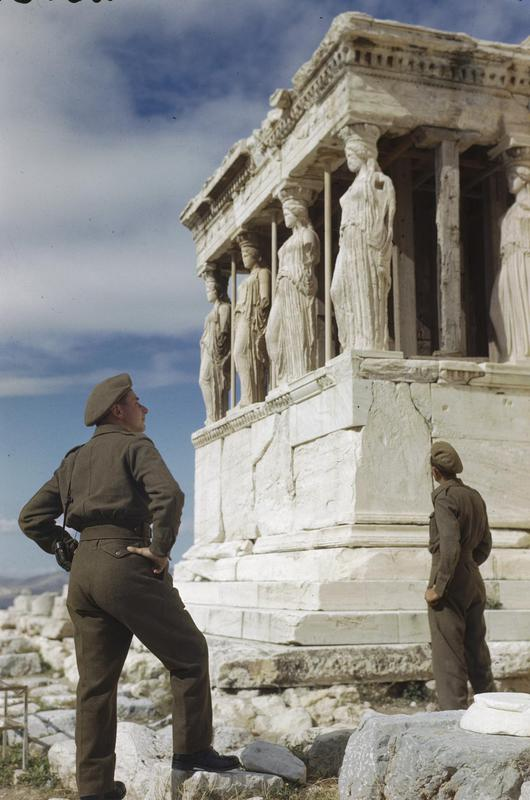
Soldats britanniques à l'Acropole d'Athènes en octobre 1944

Après la guerre italo-grecque de 1940-1941, la Grèce est envahie par les forces allemandes et le pays est bientôt occupé par les forces de l'Axe. Placée sous administration allemande, Athènes devient alors la capitale d'un État fantoche, où la résistance à l'ennemi se développe progressivement.
En 1943-1944, les troupes alliées libèrent peu à peu l'Italie, la France, la Belgique et les Pays-Bas tandis que l'Armée rouge occupe l'Europe de l'est. Conscientes de la nécessité de quitter la Grèce, les forces allemandes entament des pourparlers avec monseigneur Damaskinos afin de préparer leur retraite. Un accord est finalement conclu, dans lequel les Allemands s'engagent à ne pas s'attaquer aux infrastructures grecques (comme le barrage du lac Marathon) durant leur retraite si la résistance s'engage à ne pas la gêner.
Après 1 624 jours d'occupation, l'évacuation des troupes allemandes se produit le 12 octobre 1944. Malgré leurs engagements, les Allemands commettent différentes exactions pendant leur retraite : massacre de patriotes grecs à Dafni, destruction du port du Pirée, tentative de destruction de la centrale électrique de Keratsini. Trois jours plus tard, les forces britanniques du général Scobie débarquent en Grèce et le gouvernement en exil rentre à Athènes.